# Kajetan Potocki (urzędnik)
Kajetan Potocki (ur. ok. 1750, zm. 31 sierpnia 1802) – polski szlachcic, urzędnik. Był najstarszym synem Eustachego Potockiego, po którym został starostą urzędowskim i rotmistrzem pancernym.